# Raúl Duany
Raúl Duany Bueno, né le 4 janvier 1975 à Santiago de Cuba, est un athlète cubain, spécialiste du décathlon.

## Biographie

### Palmarès
| Date | Compétition                                      | Lieu              | Résultat | Performance |
| ---- | ------------------------------------------------ | ----------------- | -------- | ----------- |
| 1992 | Championnats du monde juniors                    | Séoul             | 1er      | 7 403 pts   |
| 1993 | Championnats d'Amérique centrale et des Caraïbes | Cali              | 1er      | 7 749 pts   |
| 1993 | Jeux d'Amérique centrale et des Caraïbes         | Ponce             | 2e       | 7 715 pts   |
| 1995 | Championnats d'Amérique centrale et des Caraïbes | Guatemala         | 3e       | 7 174 pts   |
| 1996 | Jeux olympiques                                  | Atlanta           | 26e      | 7 802 pts   |
| 1998 | Jeux d'Amérique centrale et des Caraïbes         | Maracaibo         | 1er      | 8 118 pts   |
| 1999 | Universiade                                      | Palma de Majorque | 1er      | 8 050 pts   |
| 1999 | Jeux panaméricains                               | Winnipeg          | 3e       | 7 730 pts   |
| 2000 | Jeux olympiques                                  | Sydney            | 15e      | 8 054 pts   |
| 2001 | Universiade                                      | Pékin             | 1er      | 8 069 pts   |

### Records
| Épreuve   | Performance | Lieu      | Date            |
| --------- | ----------- | --------- | --------------- |
| Décathlon | 8 252 pts   | La Havane | 24 juillet 2000 |